# 山田桃作
山田 桃作（やまだ とうさく、1857年3月29日（安政4年3月4日） - 1915年（大正4年）1月13日）は、日本の政治家、衆議院議員（1期）。

## 経歴
山口県出身。防長米改良組合長、所得税調査委員、大津郡会議員、同参事会員、三隅村会議員、山口県会議員となる。また、萩銀行、東洋漁業各(株)取締役、大韓勧農(株)取締役社長となる。
1908年の第10回衆議院議員総選挙において山口県郡部から立憲政友会公認で立候補して当選した。衆議院議員を1期務め、1912年の第11回衆議院議員総選挙には出馬しなかった。1915年に死去した。